# Marguerite de Saxe (1900-1962)
Pour les articles homonymes, voir Marguerite de Saxe (1840-1858).
La princesse Marguerite de Saxe (en allemand, Margarete Karola Wilhelmine Viktoria Adelheid Albertine Petrusa Bertram Paula Prinzessin von Sachsen), née le 24 janvier 1900 à Dresde et morte le 16 octobre 1962 à Dresde , seconde fille du roi Frédéric-Auguste III de Saxe et de l'archiduchesse Louise-Antoinette de Habsbourg-Toscane, est un membre de la Maison de Wettin, devenue princesse de Hohenzollern par mariage.

## Biographie et descendance
L'enfance de Marguerite est marquée par le divorce retentissant de ses parents prononcé à Dresde le 11 février 1903. Elle est élevée par son père avec ses frères et sœurs à la cour de Dresde.
Marguerite de Saxe se marie le 2 juin 1920 à Sibyllenort avec le prince Frédéric de Hohenzollern (1891-1965) chef de la maison princière de Hohenzollern.
Sept enfants sont issus de cette union  :
- Marie Antonie (1921-2011) qui épouse en 1942 avec le comte Henri de Waldburg zu Wolfegg und Waldsee.
- Marie Adelgonde (jumelle de la précédente) (1921-2006), d'abord mariée (en 1942) au prince Constantin de Bavière (divorcés en 1948), puis (en 1950) à Werner Hess (divorcés en 1962) et enfin (en 1973) à Hans Huber.
- Marie-Thérèse (1922-2004) demeurée célibataire.
- Frédéric Guillaume (1924-2010), lequel succède à son père à la tête de la Maison princière de Hohenzollern. Il s'est marié en 1951 avec la princesse Marguerite de Leiningen.
- François Joseph (1926-1996), d'abord marié en 1950 avec la princesse Ferdinande de Tour-et-Taxis (divorcés en 1951), puis en 1955 avec la princesse Diane de Bourbon-Parme (divorcés en 1961).
- Jean Georges (1932-2016), marié en 1961 avec la princesse Birgitte de Suède.
- Ferfried (1943-2022) d'abord marié (en 1968) avec Angela von Morgen (divorcés en 1973), puis en 1977 avec Eliane Etter (divorcés en 1985) et enfin en 1999 avec Maja Meinert (divorcés en 2007).

## Phaléristique
- Dame de l'ordre de Sidonie (Royaume de Saxe)